# Sindaci di Offenbach am Main
Di seguito l'elenco cronologico dei sindaci di Offenbach am Main e delle altre figure apicali equivalenti che si sono succedute nel corso della storia.

## Repubblica di Weimar (1918-1933)
| Sindaci (Oberbürgermeister) (1918-1933) | Sindaci (Oberbürgermeister) (1918-1933) | Sindaci (Oberbürgermeister) (1918-1933) | Sindaci (Oberbürgermeister) (1918-1933) | Sindaci (Oberbürgermeister) (1918-1933) |
| Nominativo                              | Partito                                 | Partito                                 | Mandato                                 | Mandato                                 |
| Nominativo                              | Partito                                 | Partito                                 | Inizio                                  | Fine                                    |
| --------------------------------------- | --------------------------------------- | --------------------------------------- | --------------------------------------- | --------------------------------------- |
| Andreas Dullo                           | ?                                       | ?                                       | 1918                                    | 1919                                    |
| Max Granzin                             |                                         | Partito Socialdemocratico di Germania   | 1919                                    | marzo 1933                              |

## Germania nazista (1933-1945)
| Sindaci (Oberbürgermeister) nominati dal governo (1933-1945) | Sindaci (Oberbürgermeister) nominati dal governo (1933-1945) | Sindaci (Oberbürgermeister) nominati dal governo (1933-1945) | Sindaci (Oberbürgermeister) nominati dal governo (1933-1945) | Sindaci (Oberbürgermeister) nominati dal governo (1933-1945) |
| Nominativo                                                   | Partito                                                      | Partito                                                      | Mandato                                                      | Mandato                                                      |
| Nominativo                                                   | Partito                                                      | Partito                                                      | Inizio                                                       | Fine                                                         |
| ------------------------------------------------------------ | ------------------------------------------------------------ | ------------------------------------------------------------ | ------------------------------------------------------------ | ------------------------------------------------------------ |
| Heinrich Schönhals (Commissario)                             |                                                              | Partito Nazionalsocialista Tedesco dei Lavoratori            | marzo 1933                                                   | gennaio 1934                                                 |
| Helmuth Schranz                                              |                                                              | Partito Nazionalsocialista Tedesco dei Lavoratori            | gennaio 1934                                                 | marzo 1945                                                   |

## Zona di occupazione statunitense (1945-1949)
| Fritz Reinicke   |  | Indipendente                          | 26 marzo 1945   | 21 novembre 1946 |
| Johannes Rebholz |  | Partito Socialdemocratico di Germania | 17 gennaio 1947 | 31 dicembre 1949 |

## Repubblica Federale di Germania (dal 1949)
| Sindaci (Oberbürgermeister) eletti dal Consiglio cittadino (1949-1994)   | Sindaci (Oberbürgermeister) eletti dal Consiglio cittadino (1949-1994) | Sindaci (Oberbürgermeister) eletti dal Consiglio cittadino (1949-1994) | Sindaci (Oberbürgermeister) eletti dal Consiglio cittadino (1949-1994) | Sindaci (Oberbürgermeister) eletti dal Consiglio cittadino (1949-1994) | Sindaci (Oberbürgermeister) eletti dal Consiglio cittadino (1949-1994) | Sindaci (Oberbürgermeister) eletti dal Consiglio cittadino (1949-1994) |
| Nominativo                                                               | Partito                                                                | Partito                                                                | Mandato                                                                | Mandato                                                                | Elezione                                                               |                                                                        |
| Nominativo                                                               | Partito                                                                | Partito                                                                | Inizio                                                                 | Fine                                                                   | Elezione                                                               |                                                                        |
| ------------------------------------------------------------------------ | ---------------------------------------------------------------------- | ---------------------------------------------------------------------- | ---------------------------------------------------------------------- | ---------------------------------------------------------------------- | ---------------------------------------------------------------------- | ---------------------------------------------------------------------- |
| Hans Klüber                                                              |                                                                        | Partito Socialdemocratico di Germania                                  | 1950                                                                   | 1957                                                                   | ?                                                                      |                                                                        |
| Georg Dietrich                                                           |                                                                        | Partito Socialdemocratico di Germania                                  | 8 maggio 1957                                                          | 30 settembre 1974                                                      | ?                                                                      |                                                                        |
| Walter Buckpesch                                                         |                                                                        | Partito Socialdemocratico di Germania                                  | 1974                                                                   | 1980                                                                   | ?                                                                      |                                                                        |
| Walter Suermann                                                          |                                                                        | Unione Cristiano-Democratica di Germania                               | 1980                                                                   | 1986                                                                   | ?                                                                      |                                                                        |
| Wolfgang Reuter                                                          |                                                                        | Partito Socialdemocratico di Germania                                  | 10 ottobre 1986                                                        | 20 gennaio 1994                                                        | ?                                                                      |                                                                        |
| Sindaci (Oberbürgermeister) eletti direttamente dai cittadini (dal 1994) |                                                                        |                                                                        |                                                                        |                                                                        |                                                                        |                                                                        |
| Nominativo                                                               | Partito                                                                | Partito                                                                | Mandato                                                                | Mandato                                                                | Elezione                                                               |                                                                        |
| Nominativo                                                               | Partito                                                                | Partito                                                                | Inizio                                                                 | Fine                                                                   | Elezione                                                               |                                                                        |
| Gerhard Grandke                                                          |                                                                        | Partito Socialdemocratico di Germania                                  | 21 gennaio 1994                                                        | 20 gennaio 2006                                                        | Elezione 1993                                                          |                                                                        |
| Gerhard Grandke                                                          | Elezione 1999                                                          | Partito Socialdemocratico di Germania                                  | 21 gennaio 1994                                                        | 20 gennaio 2006                                                        |                                                                        |                                                                        |
| Horst Schneider                                                          |                                                                        | Partito Socialdemocratico di Germania                                  | 21 gennaio 2006                                                        | 20 gennaio 2018                                                        | Elezione 2005                                                          |                                                                        |
| Horst Schneider                                                          | Elezione 2011                                                          | Partito Socialdemocratico di Germania                                  | 21 gennaio 2006                                                        | 20 gennaio 2018                                                        |                                                                        |                                                                        |
| Felix Schwenke                                                           |                                                                        | Partito Socialdemocratico di Germania                                  | 21 gennaio 2018                                                        | in carica                                                              | Elezione 2017                                                          |                                                                        |